# Малахово (Полтавский район)
Малахово — деревня в Полтавском районе Омской области России. Входит в состав Полтавского городского поселения.

## История
Основана в 1912 году. В 1928 году хутор Малаховский состоял из 24 хозяйств, основное население — украинцы. В составе Бельдежского № 12 сельсовета Полтавского района Омского округа Сибирского края.

## Население
| 1926 | 2010 | 2011 | 2012 | 2013 | 2014 | 2015 |
| ---- | ---- | ---- | ---- | ---- | ---- | ---- |
| 112  | ↘33  | →33  | ↗35  | ↗41  | ↗42  | ↘41  |
| 2016 | 2017 | 2018 | 2019 | 2020 | 2021 | 2023 |
| →41  | →41  | ↗42  | →42  | →42  | ↗56  | ↘53  |